# Xenija Andrejewna Dabischa
Xenija Andrejewna Dabischa (russisch Ксения Андреевна Дабижа, englische Transkription: Ksenia Dabizha; * 14. Juli 1994 in Moskau) ist eine russische Beachvolleyballspielerin.

## Karriere
Dabischa spielte in ihrer Jugend mit Olga Sorokina. Die beiden Russinnen gewannen im August 2010 die U18-Europameisterschaft in Porto. 2011 erreichten sie bei der U19-Weltmeisterschaft in Umag Platz neun und bei der U18-Europameisterschaft in Vilnius Platz vier. Außerdem starteten sie erstmals beim Grand Slam im heimischen Moskau auf der FIVB World Tour.
Von 2012 bis 2014 war Dabischa mit verschiedenen Partnerinnen am Start, u. a. mit Julija Abalakina, Anna Gorbunowa und Xenija Diatschuk. Herausragende Ergebnisse waren dabei ein dritter Platz bei der U19-WM in Larnaka und ein vierter Platz bei der U20-EM in Hartberg jeweils mit Gorbunowa. Außerdem wurden Dabischa/Gorbunowa im Juni 2014 Zweite beim CEV-Satellite in Montpellier. Von Juli 2014 bis Januar 2018 war Abalakina Dabischas Standardpartnerin. Auf der FIVB World Tour und den europäischen CEV-Turnieren hatten Abalakina/Dabischa durchwachsene Ergebnisse, lediglich beim CEV-Satellite in Maladsetschna erreichten sie im Juni 2015 das Endspiel, das sie gegen das deutsche Duo Mersmann/Schneider verloren. Anschließend nahmen sie an den Europaspielen in Baku teil. Bei der Europameisterschaft 2015 in Klagenfurt schieden sie sieglos nach der Vorrunde aus. Bei der U22-Europameisterschaft 2015 in Macedo de Cavaleiros wurde Dabischa an der Seite von Nadeschda Makrogusowa Vierte. Bei der Europameisterschaft 2017 in Jūrmala erreichten Abalakina/Dabischa als Gruppendritte die K.-o.-Runde, in der sie gegen das Schweizer Duo Betschart/Hüberli ausschieden. 2018 spielte Dabischa vorwiegend mit Darja Mastikowa, mit der sie auf der FIVB World Tour das 1-Stern-Turnier in Langkawi gewann. Bei der Europameisterschaft 2018 in den Niederlanden schieden Dabischa/Mastikowa sieglos nach der Vorrunde aus.
Seit 2019 ist Darja Rudych ihre Standardpartnerin. Auf der World Tour gewannen Dabischa/Rudych das 1-Stern-Turnier im vietnamesischen Tuần Châu. Bei der Europameisterschaft 2019 im heimischen Moskau schieden sie sieglos nach der Vorrunde aus. Bei der Europameisterschaft 2020 in Jūrmala erreichten sie als Gruppenzweite die K.-o.-Runde, in der sie gegen das deutsche Duo Behrens/Tillmann ausschieden. 2021 starteten Dabischa/Rudych auf zahlreichen 4-Sterne-Turnieren der World Tour und hatten mit dem fünften Platz in Doha ihr bestes Ergebnis. Im Finale des Continental-Cups in Den Haag wurde sie Zweite und verpassten damit knapp die Olympischen Spiele in Tokio. Bei der Europameisterschaft 2021 in Wien erreichte Dabischa mit Swetlana Cholomina das Viertelfinale, in dem sie gegen das deutsche Duo Borger/Sude ausschied.